# Montpeirós (Dordonya)
Mont Peirós (en francès Montpeyroux) és un municipi francès situat al departament de la Dordonya i a la regió de la Nova Aquitània.

## Demografia
| 1962                                       | 1968 | 1975 | 1982 | 1990 | 1999 | 2007 |
| ------------------------------------------ | ---- | ---- | ---- | ---- | ---- | ---- |
| 514                                        | 452  | 359  | 318  | 338  | 360  | 420  |
| Des de 1962: població sense dobles comptes |      |      |      |      |      |      |

## Administració
| Període   | Identitat        | Partit |
| --------- | ---------------- | ------ |
| 1947-1995 | Louis Lavaud     |        |
| 1995-2008 | Paulette Lacoste |        |
| 2008-     | Thierry Fontaine |        |